# Antvorskov Sogn
Antvorskov Sogn er et sogn i Slagelse-Skælskør Provsti (Roskilde Stift).
Antvorskov Kirke blev indviet i 2005. Allerede 30. november 1997 var Antvorskov Sogn udskilt fra Sankt Peders Sogn. Det havde ligget i Slagelse Købstad, som geografisk hørte til Slagelse Herred i Sorø Amt. Ved kommunalreformen i 1970 var Slagelse Købstad blevet kernen i Slagelse Kommune.
I sognet findes følgende autoriserede stednavne:
- Antvorskov (bebyggelse, ejerlav)
  - Antvorskov Kloster
- Charlottendal (landbrugsejendom)
- Etterbjerg (areal)
- Idagård (landbrugsejendom)
- Kalven (areal)
- Landsgrav (bebyggelse, ejerlav)
- Lillevang (bebyggelse)
- Nykobbel (areal, bebyggelse)